# اندرو رایزبک
اندرو رایزبک (انگلیسی: Andrew Raisbeck؛ ۱۰ آوریل ۱۸۸۱ – ۲۳ اکتبر ۱۹۵۸) بازیکن فوتبال حرفه‌ای اهل اسکاتلند در دوران ۱۹۰۰ بود.
از باشگاه‌هایی که در آن بازی کرده‌است می‌توان به باشگاه فوتبال کویینز پارک رنجرز اشاره کرد.